# Поточний контроль
Пото́чний контро́ль здійснюється під час проведення аудиторних занять і має за мету перевірку засвоєння студентами кредитних модулів навчальної дисципліни.
Для поточного контролю якості знань студентів використовуються такі форми:
- усні опитування на практичних заняттях;
- індивідуальні відповіді на практичних заняттях;
- інтерактивні методи навчанняя;
- розв'язання задач;
- підготовка оглядів сучасної спеціальної літератури;
- тестування за окремими розділами курсів;
- підготовка рефератів до практичних занять;
- проведення конференцій та круглих «столів».